# Заречье (Ново-Никольский сельский округ)
Заречье — деревня Ростовского района Ярославской области, входит в состав сельского поселения Семибратово, с точки зрения административного деления входит в Ново-Никольский сельский округ.

## География
Расположена в 9 км на северо-восток от центра поселения посёлка Семибратово и в 22 км на северо-восток от Ростова.

## История
В XIX веке к деревни с запада примыкало село Мирославка. Каменная Церковь Св. Великом. Димитрия Солунского Чудот. в селе Мирославка была построена в 1871 году на средства прихожан. Престолов в ней было два: в холодной во имя Св. Великомученика Димитрия Солунского, в теплом приделе во имя Пресв. Богородицы. 
В конце XIX — начале XX века деревня Заречье и село Мирославка входили в состав Великосельской волости Ярославского уезда Ярославской губернии.
С 1929 года деревня входила в состав Мирославского сельсовета Гаврилов-Ямского района, с 1954 года — в составе Ушаковского сельсовета, в 1980-х годах в составе Ново-Никольского сельсовета Ростовского района, с 2005 года — в составе сельского поселения Семибратово.

## Население
| 1859 | 1914 | 2007 | 2010 |
| ---- | ---- | ---- | ---- |
| 141  | ↗175 | ↘0   | →0   |

## Достопримечательности
В деревне расположена недействующая Церковь Димитрия Солунского (1871).